# Новенький (Западно-Казахстанская область)
Новенький (каз. Новенький) — село в Байтерекском районе Западно-Казахстанской области Казахстана. Входит в состав Атамекенского сельского округа. Находится примерно в 10 км к северо-востоку от центра города Уральска и в 46 км к востоку от села Перемётное. Рядом протекает река Шаган. Код КАТО — 274433300.
Вблизи посёлка действует Уральская ГТЭС мощностью 54 МВт.

## Население
В 1999 году население села составляло 762 человека (379 мужчин и 383 женщины). По данным переписи 2009 года в селе проживало 767 человек (388 мужчин и 379 женщин).